# Leopold Steurer
Leopold Steurer (Vipiteno, 1946) è uno storico italiano.

## Biografia
Ha studiato storia, germanistica, filosofia e scienze politiche alle Università di Bonn e di Vienna. 
Ha insegnato fino al suo pensionamento nel 2009 discipline storiche in diverse scuole secondarie della provincia di Bolzano.
Le sue ricerche storiche sono dedicate soprattutto alla storia del nazionalsocialismo e della sua rielaborazione storiografica nella regione tirolese e sudtirolese.
Nel 2006 gli è stata dedicata una Festschrift per onorare il suo impegno costante di coscienza critica di un Alto Adige attento alle istanze democratiche e progressiste.

## Pubblicazioni
- Südtirol zwischen Rom und Berlin 1919-1939, Europa-Verlag, 1980.
- Ein vergessenes Kapitel Südtiroler Geschichte - die Umsiedlung und Vernichtung der Südtiroler Geisteskranken im Rahmen des nationalsozialistischen Euthanasieprogrammes, Bolzano, Sturzflüge, 1982.
- La minoranza Sud-Tirolese tra fascismo e nazismo 1919-1939, 1985.
- (con Christoph von Hartungen) La memoria dei vinti - la grande guerra nella letteratura e nell'opinione pubblica sudtirolese (1918-1945), 1986.
- Aspekte des Südtirolproblems 1945-1985, 1986.
- Non tedesco ed ebreo - considerazioni sull'antisemitismo in Tirolo, 1988.
- Südtirol 1939-1945, in Handbuch zur Neueren Geschichte Tirols, vol. 2.1: Zeitgeschichte, a cura di Anton Pelinka e Andreas Maislinger, Innsbruck, 1993, pp. 179–311.
- (con Martha Verdorfer e Walter Pichler) Verfolgt, verfemt, vergessen - lebensgeschichtliche Erinnerungen an den Widerstand gegen Nationalsozialismus und Krieg: Südtirol 1943-1945, Bolzano, Sturzflüge, 1997.
- Ich teile das Los meiner Erde - August Pichler 1898-1963, Bolzano, Raetia, 1998.
- (con Gerald Steinacher) Im Schatten der Geheimdienste - Südtirol 1918 bis zur Gegenwart, Studienverlag, Innsbruck-Vienna-Monaco-Bolzano, 2003, ISBN 978-3-706516440.
- (con Gerald Steinacher) Zwischen Duce, Negus und Hitler - Südtirol und der Abessinienkrieg, in Der erste faschistische Vernichtungskrieg. Die italienische Aggression gegen Äthiopien 1935-1941, a cura di Aram Mattioli e Asfan-Wossen Asserate, Monaco, 2006, ISBN 978-3-894981624.
- Propaganda im „Befreiungskampf“, in Regionale Zivilgesellschaft in Bewegung - Cittadini innanzi tutto. Festschrift für / Scritti in onore di Hans Heiss, a cura di Hannes Obermair, Stephanie Risse e Carlo Romeo, Vienna-Bolzano, Folio Verlag, 2012, ISBN 978-3-85256-618-4, pp. 386-400.